# Lagorce (Gironde)
Pour les articles homonymes, voir Lagorce.
Lagorce est une commune du Sud-Ouest de la France, située dans le département de la Gironde (région Nouvelle-Aquitaine).

## Géographie

### Localisation
Commune située en Pays Gabaye au nord de Guîtres. C'est une commune limitrophe avec le département de la Charente-Maritime.

### Communes limitrophes
Les communes limitrophes sont  Bayas, Cercoux, Chamadelle, Coutras, Guîtres, La Clotte et Les Peintures.
| Cercoux (Charente-Maritime) | La Clotte (Charente-Maritime) | Chamadelle    |
| Bayas                       | Lagorce                       | Les Peintures |
|                             | Guîtres                       | Coutras       |

### Climat
Pour des articles plus généraux, voir Climat de la Nouvelle-Aquitaine et Climat de la Gironde.
Historiquement, la commune est exposée à un climat océanique aquitain.
En 2020, Météo-France publie une typologie des climats de la France métropolitaine dans laquelle la commune est exposée à un climat océanique et est dans la région climatique Aquitaine, Gascogne, caractérisée par une pluviométrie abondante au printemps, modérée en automne, un faible ensoleillement au printemps, un été chaud (19,5 °C), des vents faibles, des brouillards fréquents en automne et en hiver et des orages fréquents en été (15 à 20 jours).
Pour la période 1971-2000, la température annuelle moyenne est de 12,9 °C, avec une amplitude thermique annuelle de 14,8 °C. Le cumul annuel moyen de précipitations est de 863 mm, avec 11,7 jours de précipitations en janvier et 6,8 jours en juillet. Pour la période 1991-2020, la température moyenne annuelle observée sur la station météorologique la plus proche, située sur la commune de Saint-Émilion à 21 km à vol d'oiseau, est de 13,9 °C et le cumul annuel moyen de précipitations est de 798,1 mm,. Pour l'avenir, les paramètres climatiques de la commune estimés pour 2050 selon différents scénarios d’émission de gaz à effet de serre sont consultables sur un site dédié publié par Météo-France en novembre 2022.

### Végétation
Lagorce a la particularité d'être la seule commune de Gironde à avoir quelques chênes-lièges sur son territoire, espèce rare dans le Sud-Ouest et qu'on trouve surtout dans la forêt des Landes en quelques endroits du département des Landes, près du lieu-dit Maine Pommier. C'est l'endroit le plus septentrional de France de l'espèce recensée, sans doute dû à la nature siliceuse du sol et des conditions climatiques.

## Urbanisme

### Typologie
Au 1er janvier 2024, Lagorce est catégorisée commune rurale à habitat dispersé, selon la nouvelle grille communale de densité à sept niveaux définie par l'Insee en 2022.
Elle est située hors unité urbaine. Par ailleurs la commune fait partie de l'aire d'attraction de Libourne, dont elle est une commune de la couronne,. Cette aire, qui regroupe 24 communes, est catégorisée dans les aires de 50 000 à moins de 200 000 habitants,.

### Occupation des sols

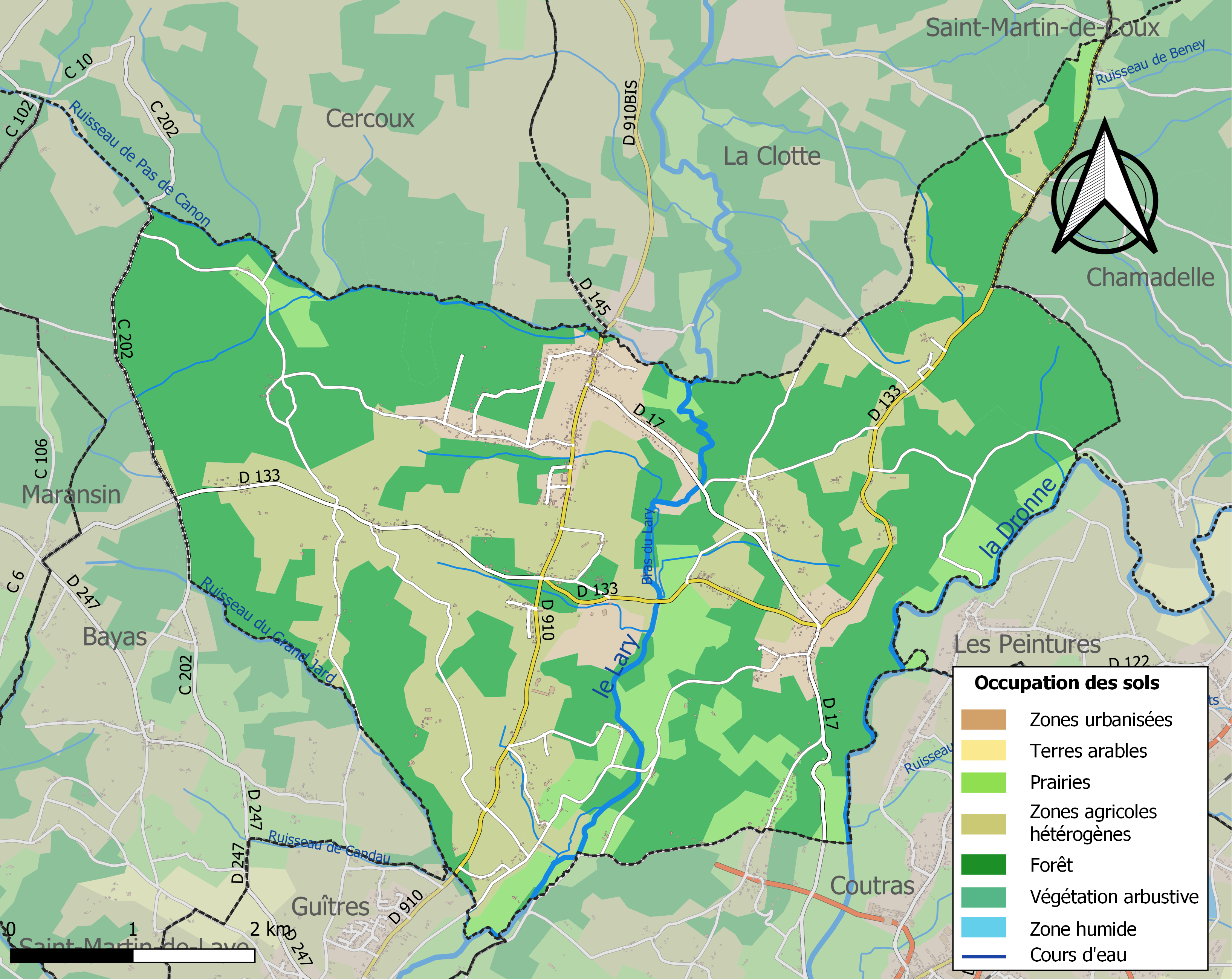
Carte des infrastructures et de l'occupation des sols de la commune en 2018 (CLC).

L'occupation des sols de la commune, telle qu'elle ressort de la base de données européenne d’occupation biophysique des sols Corine Land Cover (CLC), est marquée par l'importance des forêts et milieux semi-naturels (55,6 % en 2018), en augmentation par rapport à 1990 (54,1 %). La répartition détaillée en 2018 est la suivante :
forêts (55,6 %), zones agricoles hétérogènes (28,1 %), prairies (9,8 %), zones urbanisées (5,4 %), mines, décharges et chantiers (1 %). L'évolution de l’occupation des sols de la commune et de ses infrastructures peut être observée sur les différentes représentations cartographiques du territoire : la carte de Cassini (XVIIIe siècle), la carte d'état-major (1820-1866) et les cartes ou photos aériennes de l'IGN pour la période actuelle (1950 à aujourd'hui).

### Risques majeurs
Le territoire de la commune de Lagorce est vulnérable à différents aléas naturels : météorologiques (tempête, orage, neige, grand froid, canicule ou sécheresse), inondations, feux de forêts, mouvements de terrains et séisme (sismicité faible). Il est également exposé à un risque technologique, la rupture d'un barrage. Un site publié par le BRGM permet d'évaluer simplement et rapidement les risques d'un bien localisé soit par son adresse soit par le numéro de sa parcelle.

#### Risques naturels
Certaines parties du territoire communal sont susceptibles d’être affectées par le risque d’inondation par débordement de cours d'eau, notamment la Dronne et le Lary. La commune a été reconnue en état de catastrophe naturelle au titre des dommages causés par les inondations et coulées de boue survenues en 1982, 1983, 1986, 1993, 1999 et 2009 et au titre des inondations par remontée de nappe en 2014,.
Lagorce est exposée au risque de feu de forêt. Depuis le 20 avril 2016, les départements de la Gironde, des Landes et de Lot-et-Garonne disposent d’un règlement interdépartemental de protection de la forêt contre les incendies. Ce règlement vise à mieux prévenir les incendies de forêt, à faciliter les interventions des services et à limiter les conséquences, que ce soit par le débroussaillement, la limitation de l’apport du feu ou la réglementation des activités en forêt. Il définit en particulier cinq niveaux de vigilance croissants auxquels sont associés différentes mesures,.
Les mouvements de terrains susceptibles de se produire sur la commune sont des tassements différentiels.

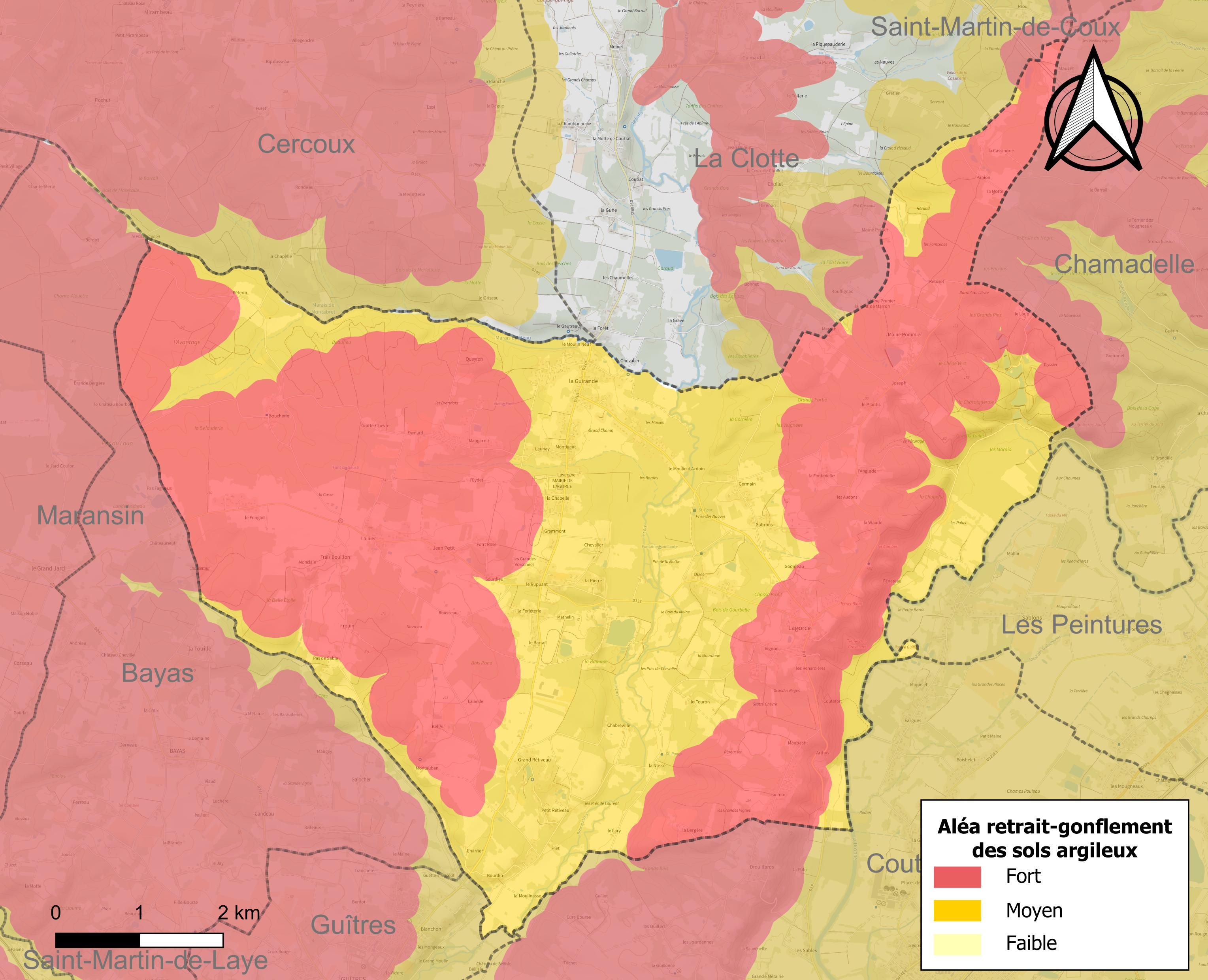
Carte des zones d'aléa retrait-gonflement des sols argileux de Lagorce.

Le retrait-gonflement des sols argileux est susceptible d'engendrer des dommages importants aux bâtiments en cas d’alternance de périodes de sécheresse et de pluie. 99,9 % de la superficie communale est en aléa moyen ou fort (67,4 % au niveau départemental et 48,5 % au niveau national). Sur les 754 bâtiments dénombrés sur la commune en 2019, 753 sont en aléa moyen ou fort, soit 100 %, à comparer aux 84 % au niveau départemental et 54 % au niveau national. Une cartographie de l'exposition du territoire national au retrait gonflement des sols argileux est disponible sur le site du BRGM,.
Par ailleurs, afin de mieux appréhender le risque d’affaissement de terrain, l'inventaire national des cavités souterraines permet de localiser celles situées sur la commune.
Concernant les mouvements de terrains, la commune a été reconnue en état de catastrophe naturelle au titre des dommages causés par la sécheresse en 1989, 1991, 2003, 2005, 2009, 2012 et 2017 et par des mouvements de terrain en 1999.

#### Risques technologiques
La commune est en outre située en aval du  barrage de Bort-les-Orgues, un ouvrage sur la Dordogne de classe A soumis à PPI, disposant d'une retenue de 477 millions de mètres cubes. À ce titre elle est susceptible d’être touchée par l’onde de submersion consécutive à la rupture de cet ouvrage.

## Politique et administration
La mairie est située à Montigaut, à 4 km à l'ouest du bourg.
| Période                                  | Période  | Identité        | Étiquette      | Qualité |
| ---------------------------------------- | -------- | --------------- | -------------- | ------- |
| mars 2001                                | 2008     | Thérèse Cablot  | Sans étiquette |         |
| mars 2008                                | 2014     | Serge Faure     | Sans étiquette |         |
| mars 2014                                | En cours | Bruno Lavidalie | Sans étiquette | Cadre   |
| Les données manquantes sont à compléter. |          |                 |                |         |

## Démographie
| 1793  | 1800  | 1806  | 1821  | 1831  | 1836  | 1841  | 1846  | 1851  |
| ----- | ----- | ----- | ----- | ----- | ----- | ----- | ----- | ----- |
| 1 453 | 1 246 | 1 268 | 1 328 | 1 304 | 1 257 | 1 280 | 1 323 | 1 309 |

| 1856  | 1861  | 1866  | 1872  | 1876  | 1881  | 1886  | 1891  | 1896  |
| ----- | ----- | ----- | ----- | ----- | ----- | ----- | ----- | ----- |
| 1 312 | 1 299 | 1 343 | 1 254 | 1 224 | 1 209 | 1 204 | 1 140 | 1 133 |

| 1901  | 1906  | 1911  | 1921  | 1926  | 1931  | 1936 | 1946 | 1954 |
| ----- | ----- | ----- | ----- | ----- | ----- | ---- | ---- | ---- |
| 1 114 | 1 096 | 1 092 | 1 002 | 1 043 | 1 023 | 985  | 903  | 920  |

| 1962 | 1968 | 1975 | 1982  | 1990  | 1999  | 2006  | 2011  | 2016  |
| ---- | ---- | ---- | ----- | ----- | ----- | ----- | ----- | ----- |
| 947  | 905  | 892  | 1 046 | 1 238 | 1 294 | 1 529 | 1 674 | 1 669 |

| 2021  | 2022  | - | - | - | - | - | - | - |
| ----- | ----- | - | - | - | - | - | - | - |
| 1 616 | 1 591 | - | - | - | - | - | - | - |

## Lieux et monuments
- Le Conservatoire végétal du centre de Maine-Pommier est ancien domaine agricole où sont conservées d'anciennes variétés fruitières de Gironde et de Charente (143 variétés de pommiers, poiriers, cerisiers, pêchers et pruniers cultivés depuis 1986 sur un demi-hectare)[30].
- L'église paroissiale Saint-Pierre. Elle est inscrite monument historique depuis 1925[31].
- Chapelle de Montigaut, dédiée à Notre-Dame, en face de la mairie

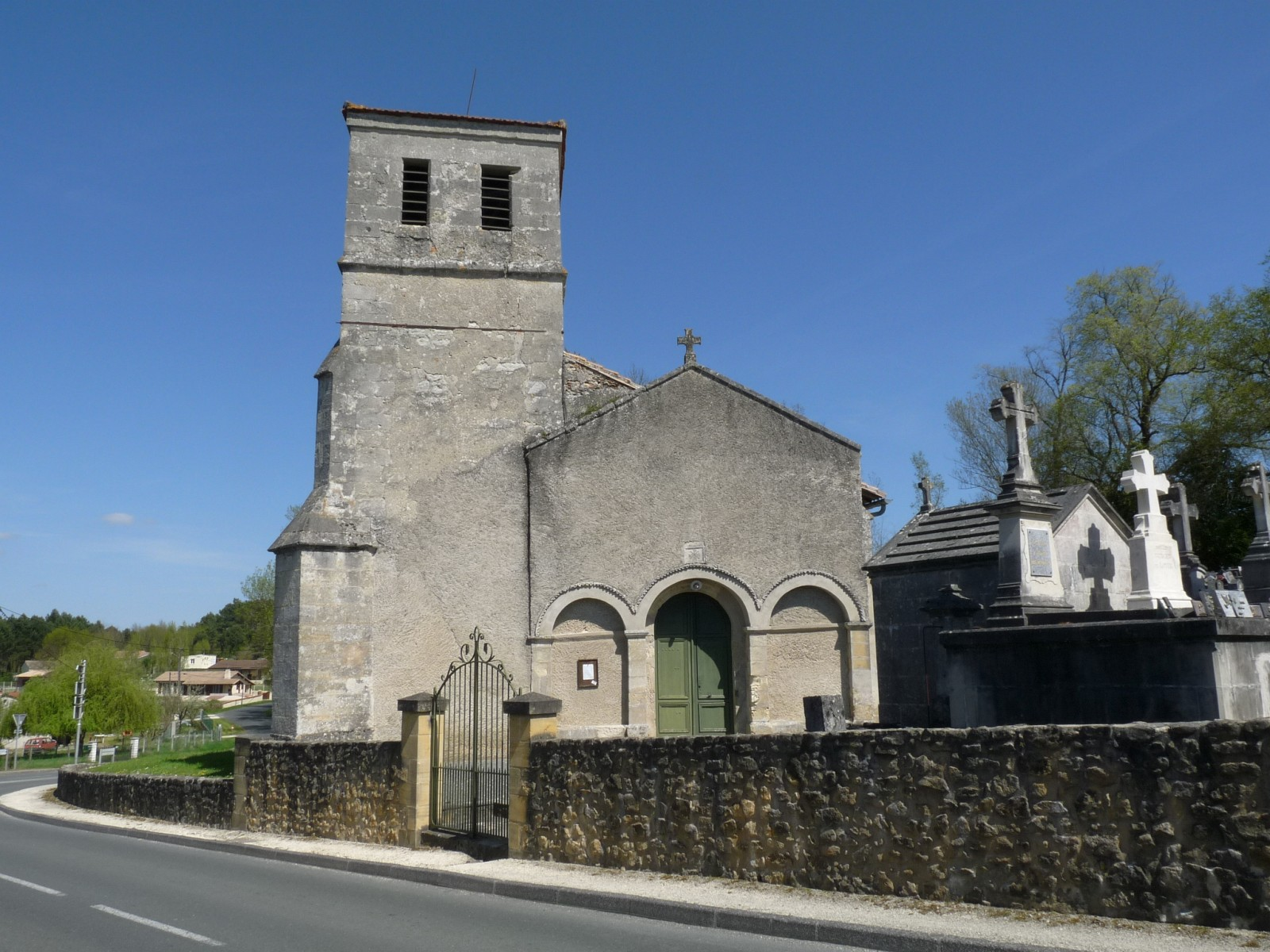
L'église Saint-Pierre
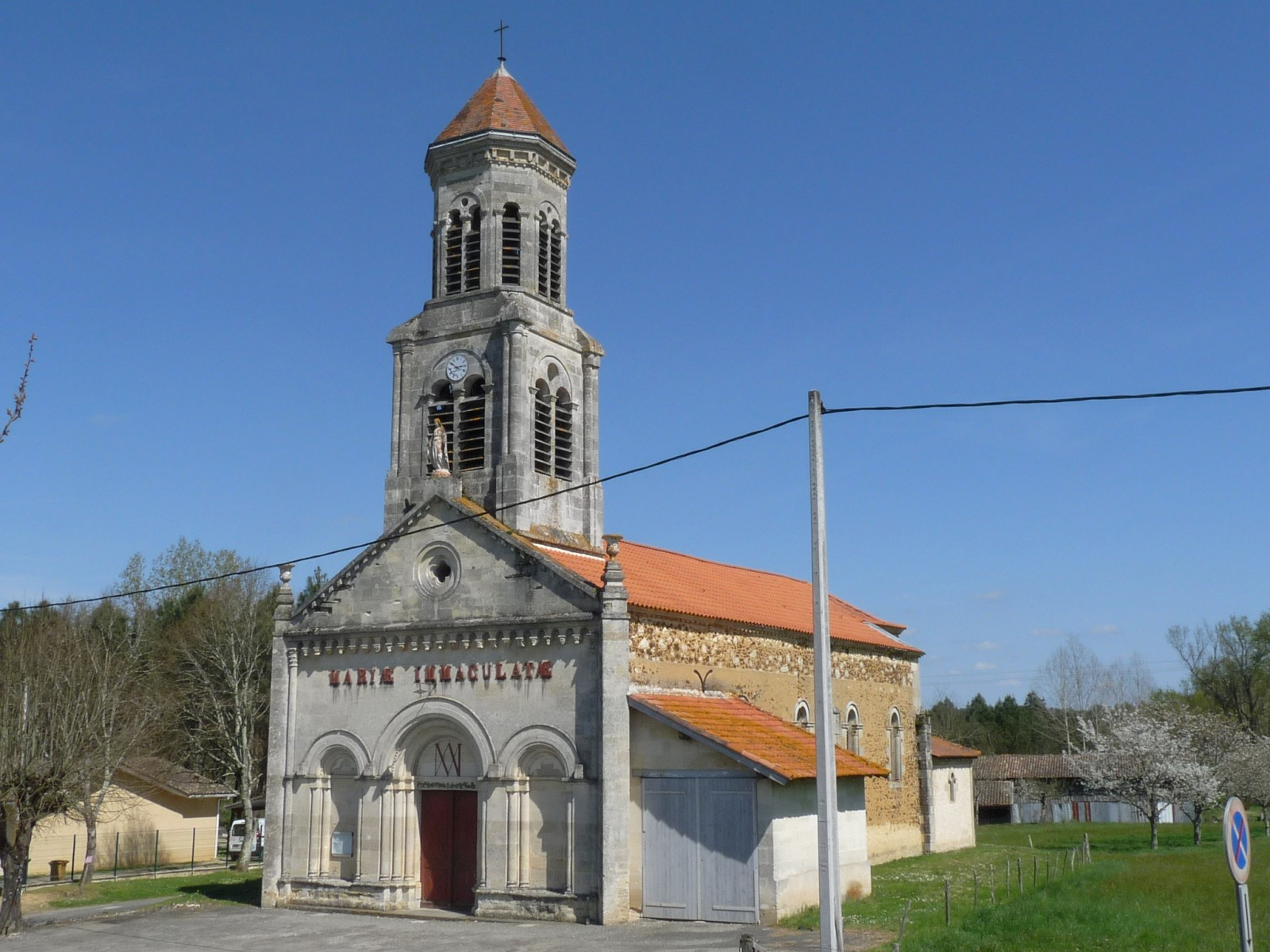
La chapelle de Montigaut

## Personnalités liées à la commune
- Eugénie de Montijo (1826-1920) Impératrice des Français, épouse de Napoléon III
- Antoine Jay (1770-1854) membre de l'Académie Française, mort à Lagorce